# Modelo de Kalecki
Existen diversas versiones del modelo de Michał Kalecki. Para este modelo, anterior a Keynes, el ahorro empresarial es la clave de la inversión. La decisión de inversión varía con el stock de capital, el nivel de renta o producto y la tendencia de la economía global. La demanda agregada depende de la distribución de salarios y beneficios, igual a la suma de consumo, inversión y gasto autónomo. Para Kalecki, "los trabajadores gastan lo que ganan y el capitalista gana lo que gasta".

## Multiplicador y demanda
Para Kalecki, economista marxista, la demanda agregada Z es igual a la suma de consumo C, inversión I, y gasto autónomo A, cuando no existe retardo entre la demanda agregada y la oferta Y. Lo que se produce no siempre se demanda y lo que se demanda no siempre se produce. Sin retardos, las siguientes identidades e igualdades serán ciertas.
| {\displaystyle \ Z_{t}=Y_{t}} |
| {\displaystyle \ Y=C+I+A=Z}   |
| {\displaystyle \ C=cY}        |

Sustituyendo 
| {\displaystyle \ Y=cY+I+A} |

Resolviendo términos comunes
| {\displaystyle \ Y-cY=I+A}   |
| {\displaystyle \ Y(1-c)=I+A} |

La renta finalmente aparece relacionada al multiplicador (1-c), la inversión y el gasto autónomo.
| {\displaystyle \ Y={\frac {I+A}{(1-c)}}} |

## Decisión de inversión
Definte B(t) como la "decisión de invertir"
| {\displaystyle \ B(t)=aS-kK+d} |

El ahorro varía con la renta. s es la propensión marginal al ahorro. c es la propensión marginal al consumo.
| {\displaystyle \ s=(1-c)}        |
| {\displaystyle \ S(t)=sY(t)}     |
| {\displaystyle \ S(t)=(1-c)Y(t)} |

Sustituyendo S en B(t)
| {\displaystyle \ B(t)=a(1-c)Y-kK+d} |

La cantidad invertida es una fracción de la inversión total planeada. S es el ahorro, d es la tendencia, K es el stock de capital, a es el parámetro que hace variar la inversión con cambios en el ahorro y k es el parámetro que hace variar la decisión de inversión cuando los empresarios observan la cantidad de capital acumulado.

## Decisión de inversión máxima
La inversión es la suma de la cantidad desembolsada en equipos productivos más la cantidad de stocks. Kalecki llega a desglosar los stocks en productos finales e intermedios.
| {\displaystyle \ I(t)=I_{k}+I_{s}} |

Kalecki llama v a
| {\displaystyle \ v={\frac {a(1-c)}{k}}} |

De esta forma la función "decisión de inversión" se transforma en
| {\displaystyle \ B(t)=vkY-kK+d} |

Simplificando
| {\displaystyle \ B(t)=k(vY-K)+d} |

Las decisiones de inversión son continuas pero variables. Cuando se maximiza la decisión de inversión
| {\displaystyle \ {\frac {dB}{dt}}=0\Rightarrow {\frac {dY}{dK}}={\frac {k}{a(1-c)}}={\frac {1}{v}}} |

Cuando adoptamos decisiones de inversión óptimas, el crecimiento de la renta dependerá de los parámetros a, k y la propensión marginal al ahorro.
Simplificando la expresión
| {\displaystyle \ dK=vdY} |

Integrando la expresión
| {\displaystyle \ \int dK=\int vdY} |

regresamos a la primera condición del modelo Harrod-Domar. 
| {\displaystyle \ K=vY} |

## Ciclo económico
Las decisiones de inversión se producen con retardos con respecto al ahorro y alteran el ciclo económico. La solución oscilatoria del modelo se realiza utilizando el método de diferencias finitas.